# Celastrus lenticellatus
Celastrus lenticellatus är en benvedsväxtart som beskrevs av Lundell. Celastrus lenticellatus ingår i släktet Celastrus och familjen Celastraceae. Inga underarter finns listade.